# Murgtalbahn
| | |                                                 |                                                 |
| Streckennummer (DB): | 4240 |                                                 |                                                 |
| Kursbuchstrecke (DB): | 710.8 |                                                 |                                                 |
| Kursbuchstrecke: | 302 (1946) |                                                 |                                                 |
| Streckenlänge: | 58,2 km |                                                 |                                                 |
| Spurweite: | 1435 mm (Normalspur) |                                                 |                                                 |
| Streckenklasse: | D4 |                                                 |                                                 |
| Stromsystem: | 15 kV 16,7 Hz ~ |                                                 |                                                 |
| Maximale Neigung: | Adhäsion 1:20 = 50 ‰ Zahnstange 1:20 = 50 ‰ |                                                 |                                                 |
| Minimaler Radius: | 200 m |                                                 |                                                 |
| Zahnstangensystem: | ehem. Riggenbach-Klose |                                                 |                                                 |
| Streckengeschwindigkeit: | 100 km/h, Steilstreckenabschnitte: Bergfahrt: 60 km/h Talfahrt: Reisezüge, einzeln fahrende Triebfahrzeuge: 50 km/h Güterzüge, Nebenfahrzeuge: 30 km/h |                                                 |                                                 |
| Zugbeeinflussung: | PZB |                                                 |                                                 |
| | |                                                 |                                                 |
| \| \| \| von Mannheim \| \| \| \| \| von Mannheim \| \| \| \| 0,000 \| Rastatt (seit 1895) \| 120 m \| \| \| \| nach Steinbourg \| \| \| \| \| nach Basel \| \| \| \| 0,519 \| Rastatt DB/AVG \| Rastatt DB/AVG \| \| \| \| von Mannheim (bis 1895) \| \| \| \| \| Rastatt (bis 1895) \| \| \| \| \| \| \| \| \| 1,355 \| Rastatt Beinle \| Rastatt Beinle \| \| \| \| nach Basel (bis 1895) \| \| \| \| 4,400 \| Kuppenheim (Bft) \| 125 m \| \| \| \| Bischweier Kronospan (Awanst) \| \| \| \| 5,970 \| Bischweier (Baden) \| 128 m \| \| \| \| Bad Rotenfels (Baden) Industriestammgl (Awanst) \| \| \| \| 8,008 \| Bad Rotenfels Schloss (Bft) \| Bad Rotenfels Schloss (Bft) \| \| \| 8,600 \| Bad Rotenfels (Bft) \| 136 m \| \| \| 9,460 \| Bad Rotenfels Weinbrennerstraße \| Bad Rotenfels Weinbrennerstraße \| \| \| 10,389 \| Gaggenau \| 142 m \| \| \| 11,300 \| Gaggenau Mercedes Benz Werk \| Gaggenau Mercedes Benz Werk \| \| \| 12,360 \| Ottenau \| Ottenau \| \| \| 13,100 \| Hörden-Ottenau \| Hörden-Ottenau \| \| \| 13,300 \| Hörden-Ottenau \| Hörden-Ottenau \| \| \| 13,700 \| Hörden (Hp) (Bft) \| Hörden (Hp) (Bft) \| \| \| 15,600 \| Gernsbach \| 160 m \| \| \| 16,145 \| Gernsbach Mitte (Bft) \| Gernsbach Mitte (Bft) \| \| \| 18,228 \| Obertsrot (Murgtal) \| Obertsrot (Murgtal) \| \| \| \| Obertsrot (Murgtal) Kast (Awanst) \| \| \| \| 19,065 \| Hilpertsau \| 183 m \| \| \| 19,900 \| Weisenbach Reichentaler Straße (Awanst) \| Weisenbach Reichentaler Straße (Awanst) \| \| \| 20,000 \| Reichentaler Straße (bis 1921) \| Reichentaler Straße (bis 1921) \| \| \| 20,656 \| Weisenbach \| 197 m \| \| \| 21,840 \| Au im Murgtal \| Au im Murgtal \| \| \| 22,300 \| Au (Murgtal) \| Au (Murgtal) \| \| \| 22,900 \| Füllentunnel (215 m) \| Füllentunnel (215 m) \| \| \| 23,300 \| Harttunnel (158 m) \| Harttunnel (158 m) \| \| \| 23,947 \| Langenbrand-Bermersbach \| Langenbrand-Bermersbach \| \| \| 24,400 \| Brachtunnel (160 m) \| Brachtunnel (160 m) \| \| \| 24,800 \| Tennetschlucht-Viadukt (183 m) \| Tennetschlucht-Viadukt (183 m) \| \| \| 25,300 \| Stiehltunnel (355 m) \| Stiehltunnel (355 m) \| \| \| 25,700 \| Rappentunnel (95 m) \| Rappentunnel (95 m) \| \| \| 25,900 \| Hackentunnel (177 m) \| Hackentunnel (177 m) \| \| \| 26,135 \| Gausbach \| Gausbach \| \| \| 26,400 \| Gausbacher Tunnel (180 m) \| Gausbacher Tunnel (180 m) \| \| \| 26,824 \| Forbach (Schwarzwald) \| 303 m \| \| \| 28,600 \| Haulertunnel (364 m) \| Haulertunnel (364 m) \| \| \| 31,390 \| Raumünzach \| 391 m \| \| \| 32,000 \| Spielraintunnel (104 m) \| Spielraintunnel (104 m) \| \| \| 34,150 \| Kirschbaumwasen \| Kirschbaumwasen \| \| \| 36,491 \| Schönmünzach \| 462 m \| \| \| 37,850 \| Schwarzenberg \| 473 m \| \| \| 38,200 \| Mähderbucktunnel (215 m) \| Mähderbucktunnel (215 m) \| \| \| 39,864 \| Huzenbach \| 481 m \| \| \| 43,014 \| Röt \| 495 m \| \| \| 45,200 \| Heselbach \| Heselbach \| \| \| 46,384 \| Klosterreichenbach \| 515 m \| \| \| 48,930 \| Baiersbronn Schule \| Baiersbronn Schule \| \| \| 49,712 \| Baiersbronn \| 547 m \| \| \| 51,300 \| Friedrichstal/Württ. \| Friedrichstal/Württ. \| \| \| \| Beginn Zahnstange (bis 1924/26) \| \| \| \| 52,200 \| Friedrichstal \| Friedrichstal \| \| \| 52,400 \| Friedrichstal Eisenwerk \| Friedrichstal Eisenwerk \| \| \| 53,500 \| Christophstalviadukt (108 m) \| Christophstalviadukt (108 m) \| \| \| 55,405 \| Freudenstadt Stadt \| 739 m \| \| \| 56,170 \| Freudenstadt Schulzentrum/Panoramabad \| Freudenstadt Schulzentrum/Panoramabad \| \| \| 57,400 \| Freudenstadt Industriegebiet/Schmid \| Freudenstadt Industriegebiet/Schmid \| \| \| \| Ende Zahnstange \| \| \| \| 57,514 \| Freudenstadt AVG/DB \| Freudenstadt AVG/DB \| \| \| \| von Eutingen im Gäu \| \| \| \| 58,200 \| Freudenstadt Hbf \| 664 m \| \| \| \| nach Schiltach \| \| \| \| \| \| \| \| Quellen: [2][3][1] \| \| \| \| | |                                                 |                                                 |
| Strecke | | von Mannheim                                    | von Mannheim                                    |
| Abzweig geradeaus und von rechts | | von Mannheim                                    | von Mannheim                                    |
| Bahnhof | 0,000 | Rastatt (seit 1895)                             | 120 m                                           |
| Abzweig geradeaus und nach rechts | | nach Steinbourg                                 | nach Steinbourg                                 |
| Abzweig geradeaus und nach rechts | | nach Basel                                      | nach Basel                                      |
| Wechsel des Eisenbahninfrastrukturunternehmens | 0,519 | Rastatt DB/AVG                                  | Rastatt DB/AVG                                  |
| Strecke · Strecke (außer Betrieb) | | von Mannheim (bis 1895)                         | von Mannheim (bis 1895)                         |
| Strecke · Bahnhof (Strecke außer Betrieb) | | Rastatt (bis 1895)                              | Rastatt (bis 1895)                              |
| Strecke nach links · Abzweig ehemals geradeaus und von rechts | |                                                 |                                                 |
| Haltepunkt / Haltestelle | 1,355 | Rastatt Beinle                                  | Rastatt Beinle                                  |
| Abzweig geradeaus und ehemals nach rechts | | nach Basel (bis 1895)                           | nach Basel (bis 1895)                           |
| Haltepunkt / Haltestelle | 4,400 | Kuppenheim (Bft)                                | 125 m                                           |
| ehemalige Blockstelle | | Bischweier Kronospan (Awanst)                   | Bischweier Kronospan (Awanst)                   |
| Bahnhof | 5,970 | Bischweier (Baden)                              | 128 m                                           |
| ehemalige Blockstelle | | Bad Rotenfels (Baden) Industriestammgl (Awanst) | Bad Rotenfels (Baden) Industriestammgl (Awanst) |
| Haltepunkt / Haltestelle | 8,008 | Bad Rotenfels Schloss (Bft)                     | Bad Rotenfels Schloss (Bft)                     |
| Haltepunkt / Haltestelle | 8,600 | Bad Rotenfels (Bft)                             | 136 m                                           |
| Haltepunkt / Haltestelle | 9,460 | Bad Rotenfels Weinbrennerstraße                 | Bad Rotenfels Weinbrennerstraße                 |
| Bahnhof | 10,389 | Gaggenau                                        | 142 m                                           |
| Haltepunkt / Haltestelle | 11,300 | Gaggenau Mercedes Benz Werk                     | Gaggenau Mercedes Benz Werk                     |
| Haltepunkt / Haltestelle | 12,360 | Ottenau                                         | Ottenau                                         |
| ehemaliger Bahnhof | 13,100 | Hörden-Ottenau                                  | Hörden-Ottenau                                  |
| Dienststation / Betriebs- oder Güterbahnhof | 13,300 | Hörden-Ottenau                                  | Hörden-Ottenau                                  |
| Haltepunkt / Haltestelle | 13,700 | Hörden (Hp) (Bft)                               | Hörden (Hp) (Bft)                               |
| Bahnhof | 15,600 | Gernsbach                                       | 160 m                                           |
| Haltepunkt / Haltestelle | 16,145 | Gernsbach Mitte (Bft)                           | Gernsbach Mitte (Bft)                           |
| Haltepunkt / Haltestelle | 18,228 | Obertsrot (Murgtal)                             | Obertsrot (Murgtal)                             |
| ehemalige Blockstelle | | Obertsrot (Murgtal) Kast (Awanst)               | Obertsrot (Murgtal) Kast (Awanst)               |
| Bahnhof | 19,065 | Hilpertsau                                      | 183 m                                           |
| Blockstelle | 19,900 | Weisenbach Reichentaler Straße (Awanst)         | Weisenbach Reichentaler Straße (Awanst)         |
| ehemaliger Haltepunkt / Haltestelle | 20,000 | Reichentaler Straße (bis 1921)                  | Reichentaler Straße (bis 1921)                  |
| Bahnhof | 20,656 | Weisenbach                                      | 197 m                                           |
| Haltepunkt / Haltestelle | 21,840 | Au im Murgtal                                   | Au im Murgtal                                   |
| ehemaliger Haltepunkt / Haltestelle | 22,300 | Au (Murgtal)                                    | Au (Murgtal)                                    |
| Tunnel | 22,900 | Füllentunnel (215 m)                            | Füllentunnel (215 m)                            |
| Tunnel | 23,300 | Harttunnel (158 m)                              | Harttunnel (158 m)                              |
| Bahnhof | 23,947 | Langenbrand-Bermersbach                         | Langenbrand-Bermersbach                         |
| Tunnel | 24,400 | Brachtunnel (160 m)                             | Brachtunnel (160 m)                             |
| Brücke | 24,800 | Tennetschlucht-Viadukt (183 m)                  | Tennetschlucht-Viadukt (183 m)                  |
| Tunnel | 25,300 | Stiehltunnel (355 m)                            | Stiehltunnel (355 m)                            |
| Tunnel | 25,700 | Rappentunnel (95 m)                             | Rappentunnel (95 m)                             |
| Tunnel | 25,900 | Hackentunnel (177 m)                            | Hackentunnel (177 m)                            |
| Haltepunkt / Haltestelle | 26,135 | Gausbach                                        | Gausbach                                        |
| Tunnel | 26,400 | Gausbacher Tunnel (180 m)                       | Gausbacher Tunnel (180 m)                       |
| Bahnhof | 26,824 | Forbach (Schwarzwald)                           | 303 m                                           |
| Tunnel | 28,600 | Haulertunnel (364 m)                            | Haulertunnel (364 m)                            |
| Bahnhof | 31,390 | Raumünzach                                      | 391 m                                           |
| Tunnel | 32,000 | Spielraintunnel (104 m)                         | Spielraintunnel (104 m)                         |
| Haltepunkt / Haltestelle | 34,150 | Kirschbaumwasen                                 | Kirschbaumwasen                                 |
| Bahnhof | 36,491 | Schönmünzach                                    | 462 m                                           |
| Haltepunkt / Haltestelle | 37,850 | Schwarzenberg                                   | 473 m                                           |
| Tunnel | 38,200 | Mähderbucktunnel (215 m)                        | Mähderbucktunnel (215 m)                        |
| Haltepunkt / Haltestelle | 39,864 | Huzenbach                                       | 481 m                                           |
| Haltepunkt / Haltestelle | 43,014 | Röt                                             | 495 m                                           |
| Bahnhof | 45,200 | Heselbach                                       | Heselbach                                       |
| Haltepunkt / Haltestelle | 46,384 | Klosterreichenbach                              | 515 m                                           |
| Haltepunkt / Haltestelle | 48,930 | Baiersbronn Schule                              | Baiersbronn Schule                              |
| Bahnhof | 49,712 | Baiersbronn                                     | 547 m                                           |
| ehemaliger Haltepunkt / Haltestelle | 51,300 | Friedrichstal/Württ.                            | Friedrichstal/Württ.                            |
| | | Beginn Zahnstange (bis 1924/26)                 |                                                 |
| Haltepunkt / Haltestelle | 52,200 | Friedrichstal                                   | Friedrichstal                                   |
| ehemaliger Haltepunkt / Haltestelle | 52,400 | Friedrichstal Eisenwerk                         | Friedrichstal Eisenwerk                         |
| Brücke | 53,500 | Christophstalviadukt (108 m)                    | Christophstalviadukt (108 m)                    |
| Bahnhof | 55,405 | Freudenstadt Stadt                              | 739 m                                           |
| Haltepunkt / Haltestelle | 56,170 | Freudenstadt Schulzentrum/Panoramabad           | Freudenstadt Schulzentrum/Panoramabad           |
| Haltepunkt / Haltestelle | 57,400 | Freudenstadt Industriegebiet/Schmid             | Freudenstadt Industriegebiet/Schmid             |
| | | Ende Zahnstange                                 |                                                 |
| Wechsel des Eisenbahninfrastrukturunternehmens | 57,514 | Freudenstadt AVG/DB                             | Freudenstadt AVG/DB                             |
| Abzweig geradeaus und von links | | von Eutingen im Gäu                             | von Eutingen im Gäu                             |
| Bahnhof | 58,200 | Freudenstadt Hbf                                | 664 m                                           |
| Strecke | | nach Schiltach                                  | nach Schiltach                                  |
| | |                                                 |                                                 |
| Quellen: | |                                                 |                                                 |

Die Murgtalbahn ist eine Eisenbahnstrecke durch den Nordschwarzwald in Baden-Württemberg. Die 58,2 Kilometer lange Nebenbahn bindet das Murgtal an die Kreisstädte Rastatt und Freudenstadt sowie das überregionale Streckennetz an. Sie ging aus zwei separaten, noch im 19. Jahrhundert im Großherzogtum Baden und im Königreich Württemberg geplanten Bahnprojekten hervor. Erst sechs Jahrzehnte nach Baubeginn konnte 1928 der Lückenschluss hergestellt und ein durchgehender Betrieb aufgenommen werden.
Technisch einfach zu bauen war die Strecke im unteren Murgtal bis Gernsbach. Sie entstand 1868/69 in nur neun Monaten und schließt in Rastatt an die Bahnstrecke Mannheim–Basel an. Herausforderungen bildeten dagegen der teilweise schluchtartige Talabschnitt zwischen Gernsbach und Huzenbach, der den Bau zahlreicher Tunnel und Brücken erforderte, sowie der Höhenunterschied von 321 Metern. In dem ab 1894 erstellten Abschnitt vom oberen Murgtal bis Freudenstadt betrieben die Königlich Württembergischen Staats-Eisenbahnen das steilste Stück zunächst als Zahnradbahn. Heute erfolgt Reibungsbetrieb mit Fahrzeugen, die eine Steilstreckenzulassung besitzen.
Die Albtal-Verkehrs-Gesellschaft (AVG) übernahm die Strecke im Jahr 2000 und integrierte sie in das Netz der Stadtbahn Karlsruhe. Von 2000 bis 2004 elektrifiziert und ausgebaut, fahren seither stündlich durchgehende Züge bis ins Zentrum von Karlsruhe, was zu einer Vervielfachung der Fahrgastzahlen auf der zuvor von Stilllegung bedrohten Strecke führte.

## Geschichte

### Übersicht
Zwischen dem ersten Spatenstich und der Vollendung der Eisenbahnstrecke vergingen 60 Jahre. Dies lag zum einen an der schwierigen Topografie des Murgtals, die zahlreiche Kunstbauten erforderte, zum anderen an der damals querenden Staatsgrenze zwischen dem unteren Murgtal, das zu Baden gehörte, und dem zu Württemberg gehörenden oberen Talabschnitt. Daraus ergaben sich unterschiedliche verkehrspolitische Interessen, die einer einheitlichen Planung lange Zeit im Weg standen. So waren es zunächst lokale Interessen im unteren Murgtal, die zu den ersten Schritten beim Bau der Murgtalbahn führten. Im Laufe mehrerer Jahrzehnte wuchsen auf diese Weise von Rastatt und Freudenstadt ausgehend zwei Stichbahnen aufeinander zu, bis zuletzt die verbliebene Lücke über die damalige Landesgrenze hinweg, die zwischen Kirschbaumwasen und Schönmünzach lag, geschlossen werden konnte.

### Murgthal-Eisenbahn-Gesellschaft (1868–1894)
Der seit Jahrhunderten von der Flößerei abhängige Murgtäler Holzhandel war bis zur Mitte des 19. Jahrhunderts immer mehr zur Verarbeitung der Baumstämme zu höherwertigen Produkten übergegangen, die nicht als Floß transportiert werden konnten, darunter Eisenbahnschwellen. Der Straßenbau war im engen Murgtal besonders aufwändig. Da im benachbarten Württemberg in den 1860er Jahren bereits die Planungen zur Enz- und Nagoldtalbahn liefen, befürchtete man, die Konkurrenzfähigkeit gegenüber der dortigen Holzindustrie zu verlieren.
Trotz des entstandenen Bedarfs einer leistungsfähigen Eisenbahnanbindung hatten die Großherzoglich Badischen Staatseisenbahnen kein Interesse am Bau einer derartigen Strecke, da ihre finanziellen Möglichkeiten durch den Bau wichtiger Hauptstrecken gebunden waren. Als Ausweg gründete sich im Jahr 1867, hauptsächlich auf Betreiben des Gernsbacher Holzindustriellen Casimir Rudolf Katz, die private Murgthal-Eisenbahn-Gesellschaft mit dem Ziel, eine Stichstrecke von Rastatt nach Gernsbach zu bauen. Für die anspruchsvolle Planungsaufgabe wurde Reinhard Baumeister, Professor am Karlsruhe Polytechnikum und Spezialist für Eisenbahnbau, gewonnen.
Nach Erhalt der Konzession begann der Bau am 19. August 1868. Neun Monate später, am 31. Mai 1869 wurde die 15 Kilometer lange Strecke eröffnet. Sie zweigte bis 1895 auf freiem Feld zwischen Rastatt und Kuppenheim von der Badischen Hauptbahn ab, den Betrieb führten die Großherzoglich Badischen Staatseisenbahnen auf Rechnung der Murgthal-Eisenbahn-Gesellschaft. Erst mit dem Neubau des Rastatter Bahnhofs im Jahr 1895 wurde ein Teil der Badischen Hauptbahn der Murgtalbahn zugeschlagen, wodurch sich diese etwas verlängerte.
Der Bahnbau beschleunigte im unteren Murgtal rings um die Städte Gaggenau und Gernsbach die Industrialisierung. Ab 1873 wurden die Eisenwerke Gaggenau zum ersten industriellen Großbetrieb der Region. Weiter flussaufwärts entwickelte sich, begünstigt durch die wald- und wasserreiche Umgebung, ab den 1880er Jahren mit der Ansiedlung mehrerer Fabriken ein Zentrum der Papierherstellung. Schon bald wurde gefordert, auch den Industriebetrieben südlich von Gernsbach einen Eisenbahnanschluss zu verschaffen. Anfängliche Überlegungen, eine Pferdebahn zu bauen, scheiterten an fehlenden Finanzierungsmöglichkeiten. Erst 1888 erbrachte eine erneute Initiative die Konzession, und die Bahnanlagen konnten am 1. Mai 1894 von Gernsbach nach Weisenbach verlängert werden. Eigentümer war wiederum die Murgthal-Eisenbahn-Gesellschaft, den Betrieb übernahmen auch hier die Großherzoglich Badischen Staatseisenbahnen.

### Bahnbau durch die Staatsbahnen von Württemberg und Baden (1894–1919)
Freudenstadt, hoch über dem oberen Murgtal gelegen, hatte 1879 durch die Bahnstrecke Eutingen im Gäu–Schiltach Anschluss an das württembergische Eisenbahnnetz in Richtung Stuttgart erhalten. Wegen der schwierigen topografischen Verhältnisse lag der Bahnhof, der heutige Hauptbahnhof, abgelegen südlich der Stadt. Um die Anbindung Freudenstadts zu verbessern und das obere Murgtal besser zu erschließen, beschloss der Landtag des Königreichs Württemberg 1898 den Bau einer Zweigstrecke vom Hauptbahnhof Freudenstadt über Baiersbronn nach Klosterreichenbach.

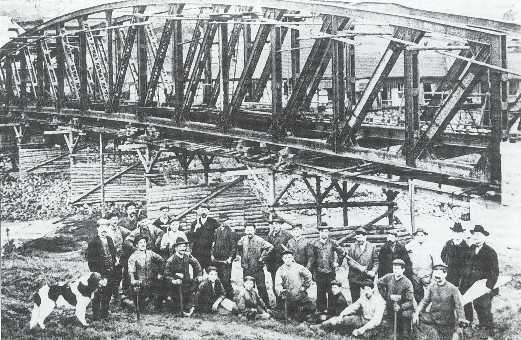
Murgbrücke bei Weisenbach im Bau (1909)

Wegen des großen Höhenunterschieds zwischen Freudenstadt und Baiersbronn wurde der Abschnitt Freudenstadt Hauptbahnhof–Freudenstadt Stadt–Baiersbronn mit einer maximalen Steigung von 50 Promille als Zahnradbahn mit einer Zahnstange des Systems Riggenbach-Klose angelegt. Als Bahnhofsgebäude wurden verschiedene Typen der standardisierten, kostengünstigen württembergischen Einheitsbahnhöfe errichtet. Die Königlich Württembergischen Staats-Eisenbahnen eröffneten den Betrieb bis Klosterreichenbach am 20. November 1901.
Zum 1. Juli 1904 übernahmen die Großherzoglich Badischen Staatseisenbahnen die untere Murgtalbahn von der Murgthal-Eisenbahn-Gesellschaft, so dass sich Eigentum und Betriebsführung von nun an in einer Hand befanden. Mit dem Beschluss des Badischen Landtags zur Vervollständigung des Eisenbahnnetzes im Jahr 1900 wurden die Grundlagen für den Weiterbau der Murgtalbahn von Weisenbach bis zur Landesgrenze geschaffen. Allerdings erwies sich die Trassierung der Strecke aufgrund der topografischen Gegebenheiten als schwierig: allein der sechs Kilometer lange Abschnitt von Weisenbach bis Forbach erforderte den Bau von sieben Tunneln, drei großen Brücken und umfangreiche Erdarbeiten. Am 14. Juni 1910 konnte der Abschnitt Weisenbach–Forbach nach dreijähriger Bauzeit in Betrieb genommen werden, am 4. Mai 1915 folgte die Teilstrecke bis Raumünzach. Den Weiterbau bis zur Landesgrenze verhinderte zunächst der Erste Weltkrieg.

### Lückenschluss durch die Deutsche Reichsbahn
Während der Wunsch nach einer durchgehenden Murgtalbahn von Rastatt bis Freudenstadt in Baden schon recht früh geäußert wurde, verhielt sich Württemberg eher ablehnend. Man fürchtete eine Abwanderung des Verkehrs aus dem Nordschwarzwald in Richtung Karlsruhe, während bis dahin Güter und Personen hauptsächlich den Weg über Stuttgart nehmen mussten.
Wegen der langwierigen Verhandlungen für einen Staatsvertrag zur Vervollständigung der grenzüberschreitenden Eisenbahnstrecken, dessen Gegenstand neben dem Lückenschluss der Murgtalbahn die Bahnstrecke Bretten–Kürnbach war, zog sich die Ratifikation des Staatsvertrags vom 12. Dezember 1908 sowie eines Nachvertrags vom 15. Dezember 1910 bis zum 18. Juni 1912 hin. Im Vertragswerk wurde festgelegt, dass die beiden Strecken bis Juni 1920 fertigzustellen seien. Bis zum Ausbruch des Ersten Weltkriegs wurde jedoch auf württembergischer Seite der Weiterbau über Klosterreichenbach hinaus nicht in Angriff genommen.

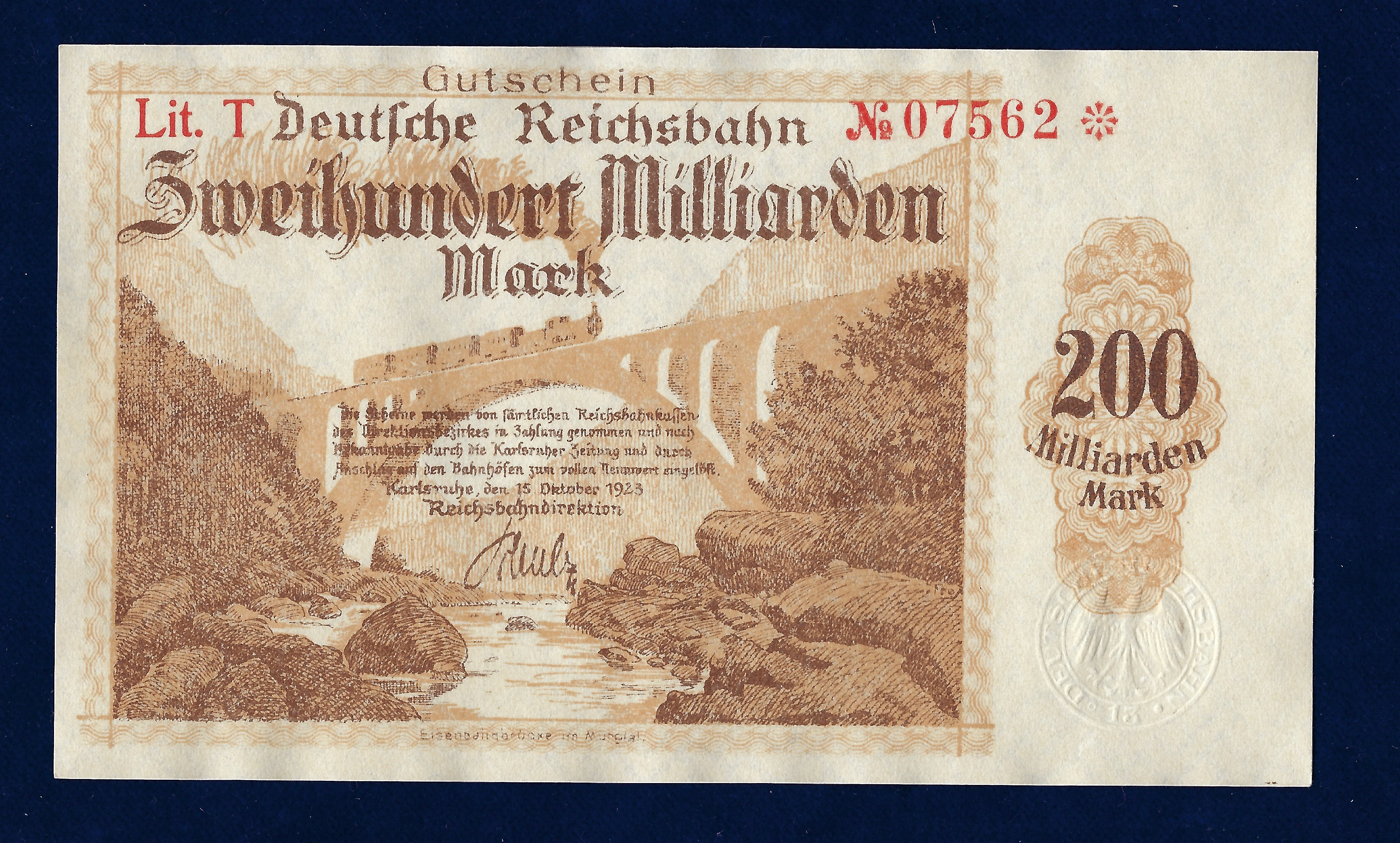
Die im Zweiten Weltkrieg zerstörte Brücke bei Langenbrand auf Notgeld der Deutschen Reichsbahn, Reichsbahndirektion Karlsruhe 1923

Nach der Gründung der Deutschen Reichsbahn im Jahr 1920 konnte das noch fehlende Zwischenstück Raumünzach – Klosterreichenbach letztendlich am 13. Juli 1928 in Betrieb genommen werden. Damit waren durchgehende Züge von Rastatt bis Freudenstadt möglich geworden, allerdings musste für die Fahrt auf der Freudenstädter Steilstrecke weiterhin die Lokomotive gewechselt werden. Schon zuvor, am 1. Februar 1924, war der Haltepunkt Obertsrot aufgegeben worden.
Während des Baus der Schwarzenbachtalsperre zwischen 1922 und 1926 erlangte der Bahnhof Raumünzach eine größere Bedeutung, da von hier aus eine Feldbahn den Antransport der Baumaterialien übernahm.

### Zweiter Weltkrieg
Während des Zweiten Weltkrieges blieb die Murgtalbahn zunächst von Schäden verschont. Erst mit dem Vorrücken der Front führten ab September 1944 mehrfach Jagdbomber- und Artillerieangriffe zu Schäden und Streckensperrungen, wobei vor allem der Bahnhof Rastatt betroffen war. Mit dem Angriff auf Freudenstadt wurden ab Ende 1944 auch die Bahnanlagen am südlichen Streckenendpunkt schwer beschädigt, der Stadtbahnhof Freudenstadt wurde vollkommen zerstört. Die schwerwiegendsten Beschädigungen allerdings wurden der Murgtalbahn nicht durch die alliierten, sondern durch die sich zurückziehenden deutschen Truppen zugefügt, die im April 1945 die Murgbrücken bei Weisenbach, Langenbrand und Forbach sowie das Christophstalviadukt zerstörten.
Nach Kriegsende zog sich der Wiederaufbau der zerstörten Brücken und Bahnanlagen über fünf Jahre hin. Zunächst konnten die Züge nur zwischen Rastatt und Weisenbach verkehren, ab Ende 1945 wurde zusätzlich ein Pendelverkehr zwischen Raumünzach und Baiersbronn eingerichtet. Nach Wiederherstellung der Murgbrücken in Weisenbach und Langenbrand konnte der Verkehr im Juli 1947 zwischen Weisenbach und Forbach wieder aufgenommen werden, im November 1947 folgte der Lückenschluss zwischen Forbach und Raumünzach. Der Freudenstadter Stadtbahnhof war seit Oktober 1948 wieder von Süden her erreichbar. Nach der Wiederherstellung des Christophstalviadukts konnten die Züge die Murgtalbahn ab dem 14. Mai 1950 wieder durchgehend befahren.

### Betrieb der Deutschen Bundesbahn nach dem Zweiten Weltkrieg

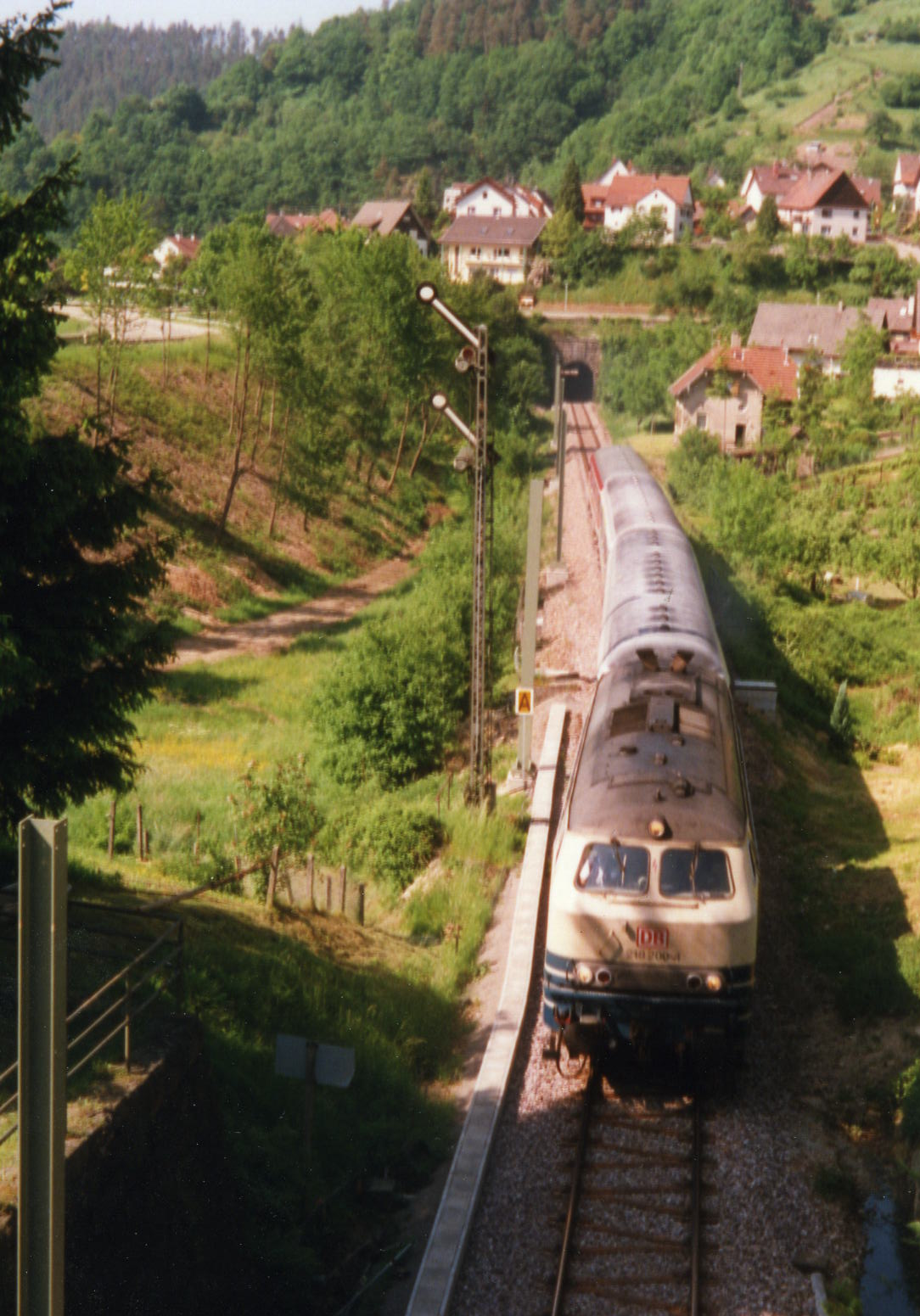
Wendezug mit Baureihe 218 bei Gausbach (2001)

Im Jahr 1966 wurden die Dampflokomotiven auf der Murgtalbahn durch steilstreckentaugliche Diesellokomotiven ersetzt. So konnten die Fahrzeiten von rund zweieinhalb Stunden für die Strecke Rastatt–Freudenstadt zur Dampflokzeit auf rund eine Stunde und 20 Minuten verkürzt werden.
In einem staatlich geförderten Modellversuch zur Entlastung der Murgtalgemeinden vom LKW-Verkehr erfolgten zwischen 1980 und 1983 Sand- und Kiestransporte per Bahn von Wintersdorf nach Freudenstadt mit auf Güterwagen umgeladenen Containern. Aus Gründen der Wirtschaftlichkeit und wegen einer nur geringen Verkehrsentlastung wurde der Versuch nicht fortgesetzt.
Der zunehmende wirtschaftliche Druck auf die Deutsche Bundesbahn führte in den 1980er Jahren zu Rationalisierungsmaßnahmen. Daher wurden die wenig frequentierten Haltepunkte Friedrichstal, Kirschbaumwasen, Raumünzach und Au aufgegeben und die Kreuzungsgleise in Hilpertsau, Raumünzach und Klosterreichenbach rückgebaut. Vor allem die parallel verlaufende Bundesstraße 462 machte der Murgtalbahn zunehmend Konkurrenz.
Ab Ende der 1980er Jahre kamen neben den lokbespannten Zügen Dieseltriebwagen der DB-Baureihe 628 auf der Murgtalbahn zum Einsatz, die jedoch keine Steilstreckenzulassung besaßen und deshalb nur bis Baiersbronn verkehren konnten. Zwischen Baiersbronn und Freudenstadt übernahm die Baureihe 627.0 den Betrieb.
1995 wurde das Fahrplanangebot mit einem angenäherten Stundentakt verbessert. Ebenso wurden die Dieseltriebwagen weitgehend wieder durch lokbespannte Züge ersetzt. Daneben fuhr bis 1993 der Fern-Express (FD) Schwarzwald auf der Strecke, der schließlich vom Interregio Murgtal abgelöst wurde. Beide Angebote stellten vor allem für den Tourismus wichtige Direktverbindungen zwischen dem Ruhrgebiet bzw. Hamburg und dem Nordschwarzwald her.

### Modernisierung und Umstellung auf Stadtbahnbetrieb
Erste Überlegungen zur Integration der Murgtalbahn in das Karlsruher Stadtbahnsystem wurden Anfang der 1990er Jahre vorgestellt. Da die Murgtalbahn zentral in der Siedlungsachse des Murgtals verläuft, wurden ihr große Fahrgastpotentiale zugeschrieben, die vom bestehenden Eisenbahnbetrieb nur unzureichend erschlossen wurden.

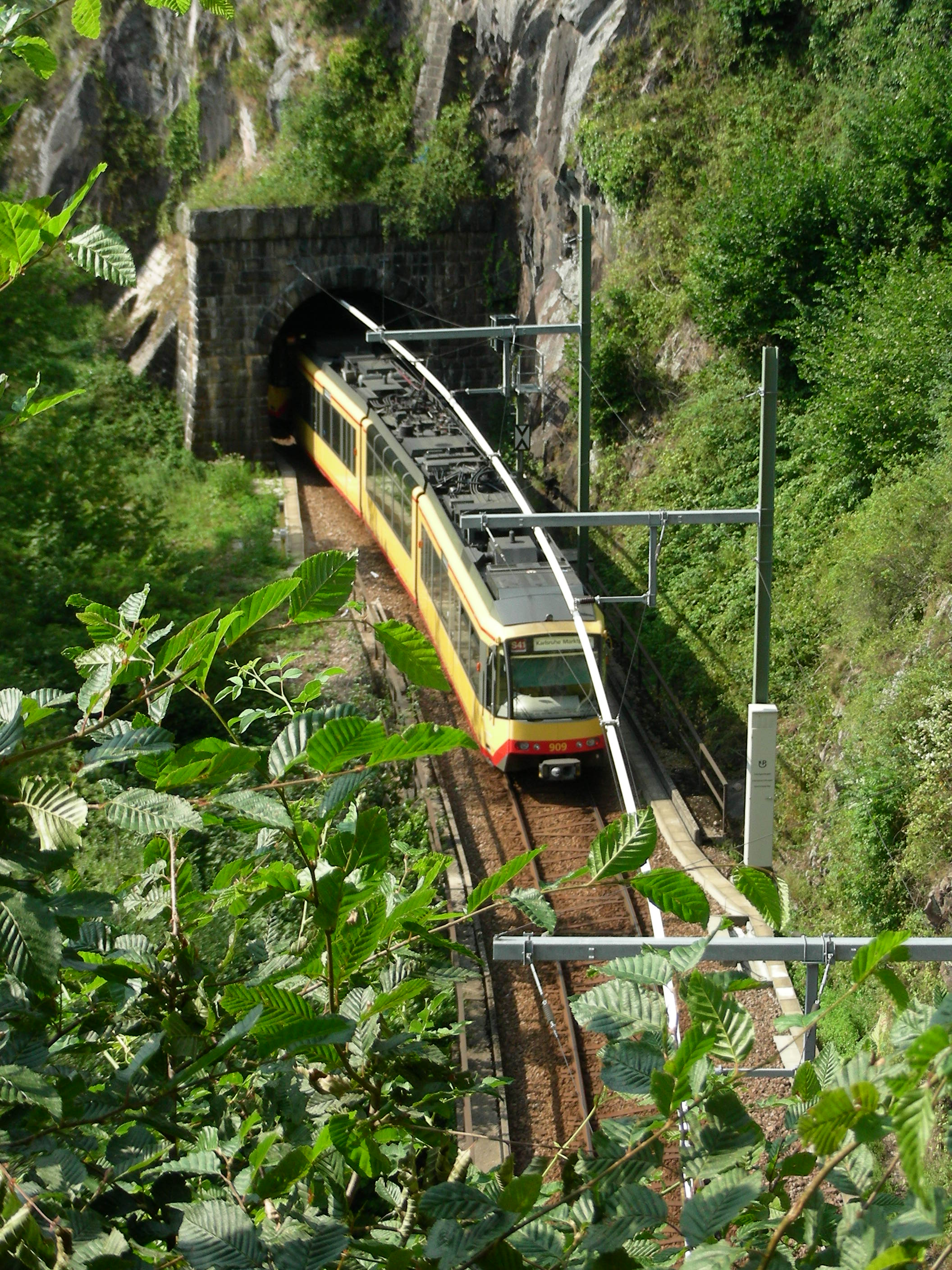
Der Fahrleitungsbau in den zahlreichen Tunneln erforderte besondere technische Lösungen: Deckenstromschiene zwischen Stiehltunnel und Rappentunnel.

Mit der politischen Unterstützung der Landkreise Rastatt und Freudenstadt konnte die Albtal-Verkehrs-Gesellschaft (AVG) die Murgtalbahn im Jahr 2000 langfristig von der Deutschen Bahn AG pachten und in den Folgejahren ausbauen. Dazu wurde die Strecke mit 15 Kilovolt Wechselspannung mit einer Frequenz von 16,7 Hertz elektrifiziert, zwischen Kuppenheim und Bad Rotenfels (betrieblich Bahnhofsteile des Bahnhofs Bischweier) zweigleisig ausgebaut, in Hörden, Hilpertsau, Langenbrand, Raumünzach und Heselbach wieder Kreuzungsmöglichkeiten geschaffen, 14 neue Haltepunkte gebaut sowie die bestehenden Stationen modernisiert, Signal- und Sicherungstechnik ersetzt und Brücken- und Tunnelbauwerke saniert. Bei der Elektrifizierung der Tunnelabschnitte wurde erstmals in Deutschland auf freier Strecke eine Deckenstromschiene eingebaut. Dabei kam es außerhalb der Tunnel zu einer Schrägabspannung der Deckenstromschiene, wodurch die Anzahl der Maste deutlich reduziert werden konnte. Insgesamt wurden rund 53 Millionen Euro in die Infrastruktur der Murgtalbahn investiert.
Am 15. Juni 2002 konnte der Stadtbahnbetrieb im unteren Murgtal zwischen Rastatt und Raumünzach aufgenommen werden, vorübergehend wurde Raumünzach zum Umsteigebahnhof. Die Umstellung des Abschnittes bis Freudenstadt Stadt folgte am 14. Dezember 2003, der Restabschnitt bis zum Hauptbahnhof Freudenstadt am 20. Mai 2004. Der Stadtbahnverkehr ermöglichte eine Verdichtung des Angebotes und eine Reduzierung der Fahrzeiten. So benötigen die Stadtbahn-Eilzüge zwischen Rastatt und Freudenstadt nur noch 67 Minuten. Auf diese Weise konnten die Fahrgastzahlen erheblich gesteigert werden: Fuhren vor der Umstellung werktags rund 2.700 Fahrgäste mit den Zügen der Murgtalbahn, so waren es 2009 knapp 13.000 Fahrgäste.
Das Fahrplankonzept sah einen 60-Minuten-Takt mit Stadtbahnen zwischen der Karlsruher Innenstadt, Rastatt und Freudenstadt vor, die bis 2016 als Linie S41, danach als Linie S8 geführt wurden. In der Hauptverkehrszeit wurde der Stadtbahnverkehr im unteren Murgtal durch die Linie S31 (ab 2016 Linie S81) zwischen Karlsruhe Hauptbahnhof, Rastatt und Forbach auf einen 30-Minuten-Takt verdichtet. Zusätzlich verkehrten Stadtbahn-Eilzüge im 120-Minuten-Takt zwischen Karlsruhe Hauptbahnhof und Freudenstadt unter der Liniennummer S31, ab 2016 unter der Liniennummer S81. Zum Einsatz kamen Zweisystemstadtbahnwagen vom Typ GT8-100C/2S, GT8-100D/2S-M und ET 2010, wobei aufgrund fehlender Steilstreckenzulassung der anderen beiden Fahrzeuge auf den Fahrten bis Freudenstadt nur GT8-100D/2S-M eingesetzt werden konnten.
Im Zuge der Umstellung auf Stadtbahnbetrieb wurde die Murgtalbahn außerdem in die örtlichen Verkehrsverbünde integriert. Zwischen Rastatt und Kirschbaumwasen gilt der Tarif des Karlsruher Verkehrsverbundes (KVV), zwischen Schönmünzach und Freudenstadt derjenige der Verkehrs-Gemeinschaft Landkreis Freudenstadt (VGF). Der Abschnitt von Kirschbaumwasen über Forbach bis Langenbrand im Kreis Rastatt kann mit VGF-Fahrkarten benutzt werden. Auf der Gesamtstrecke gilt zudem der Baden-Württemberg-Tarif und somit auch das Regio-X-Ticket, das bis Dezember 2018 ein Angebot des KVV war.
Den Güterverkehr führt die AVG mit Diesellokomotiven durch. Werktäglich verkehren zwei Güterzüge von AVG Cargo von Karlsruhe über Rastatt ins Murgtal. Zudem werden durch das Unternehmen Lang Recycling mehrere Fahrten zwischen Bad Rotenfels und Rastatt durchgeführt. Im Bahnhof Bischweier zwischen den Bahnhofsteilen Kuppenheim und Bad Rotenfels befinden sich zwei wichtige Anschlussgleise: bei Bischweier wurde das Unternehmen Kronospan versorgt (Produktion 2011 eingestellt), in Bad Rotenfels werden die Unternehmen Lang Recycling und Lotter+Liebherr über das Güteranschlussgleis der Stadtwerke Gaggenau versorgt. Diese Unternehmen stellen heute die Hauptkunden im Güterverkehr dar.

## Streckenbeschreibung

### Verlauf
Die Murgtalbahn verläuft durch ein teilweise schluchtenartig eingeschnittenes Schwarzwaldtal, das im mittleren Abschnitt bis ins 18. Jahrhundert verkehrstechnisch kaum erschlossen war. Teilweise bleibt zwischen Murg und Felswänden sehr wenig Raum für die Strecke. Mit ihren zehn Tunneln, acht Brücken und dem Steilstreckenbetrieb weist die Verbindung eine Reihe technisch aufwändiger Lösungen auf.

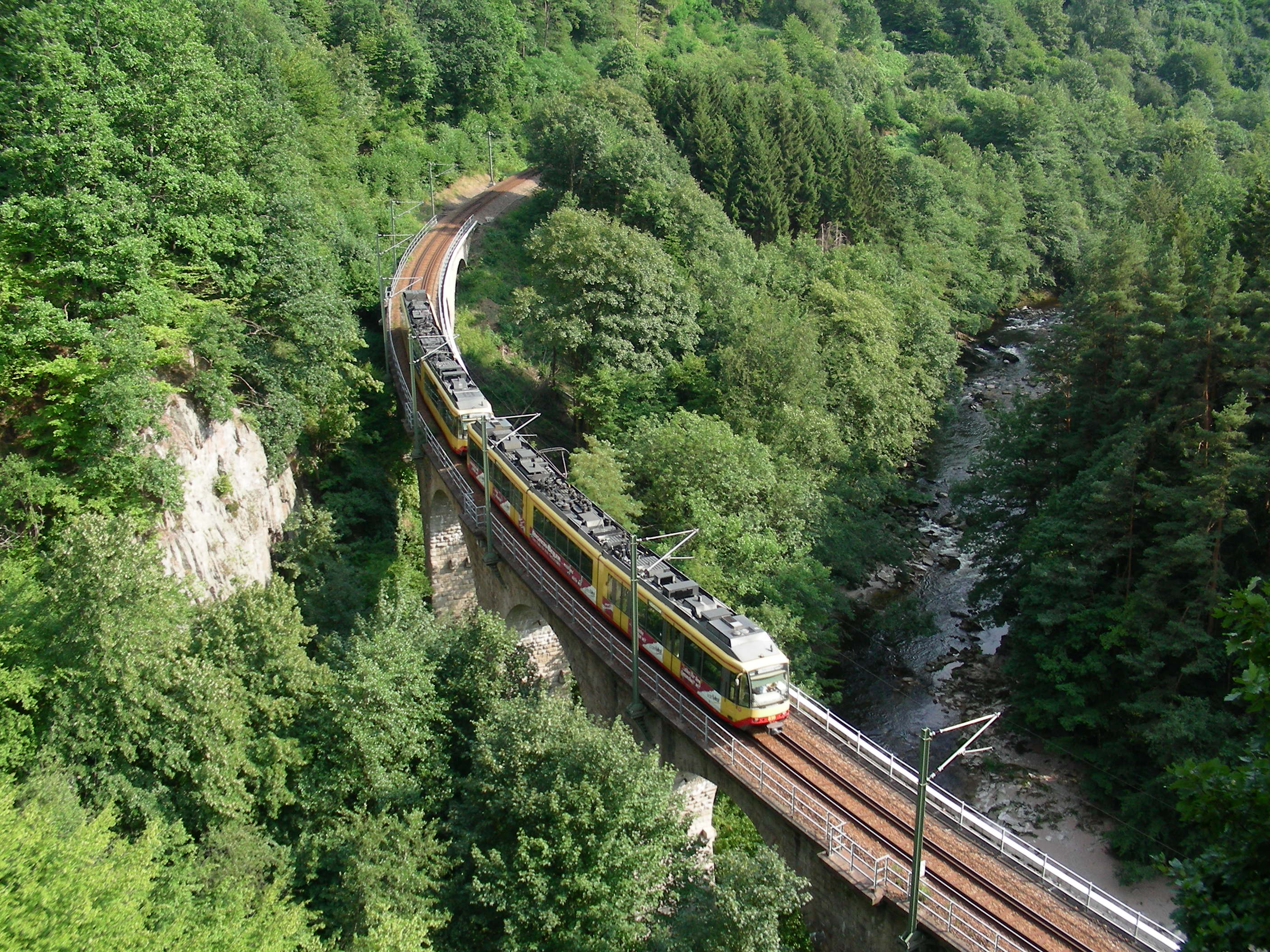
Tennetschluchtbrücke zwischen Langenbrand und Gausbach

Die Strecke beginnt im Bahnhof von Rastatt und wendet sich bereits im südlichen Gleisvorfeld nach Osten, um nördlich der Murg ein Industriegebiet zu durchqueren. Nach etwa anderthalb Kilometern erreicht sie den 2002 eingerichteten Haltepunkt Rastatt Beinle. Im weiteren Streckenverlauf durchquert sie auf freiem Feld die Oberrheinische Tiefebene bis zum Haltepunkt Kuppenheim. Ab hier verlässt sie die Ebene und fährt nun im eigentlichen Murgtal und passiert die Haltepunkte Bischweier sowie Bad Rotenfels Schloss.
Der Abschnitt von Kuppenheim bis zum Bahnhof Bad Rotenfels wurde zur Aufnahme des Stadtbahnverkehres zweigleisig ausgebaut und bildet betrieblich den Bahnhof Bischweier (Baden) der ansonsten eingleisigen Murgtalbahn. Ab Bad Rotenfels durchquert die Murgtalbahn die Bebauung von Gaggenau, passiert den Haltepunkt Bad Rotenfels Weinbrennerstraße und den dreigleisigen Bahnhof von Gaggenau. Südlich des Bahnhofs Gaggenau durchquert die Bahn das Werksgelände des Mercedes-Benz-Werks, wo neben einem Anschlussgleis ein allgemein zugänglicher Haltepunkt für Werksangehörige eingerichtet wurde.
Weiter folgt die Strecke dem Murgtal in südlicher Richtung, passiert die Haltepunkte Ottenau und Hörden und erreicht schließlich den Bahnhof Gernsbach, der über mehrere Gleise für den Güter- und Personenverkehr verfügt. Zwischen den Haltepunkten Ottenau und Hörden befindet sich ein zweigleisiger Betriebsbahnhof mit Anschlussgleis, an dem sich verspätete Züge kreuzen können.
Südlich von Gernsbach folgen die Haltepunkte Gernsbach Mitte, Obertsrot und die Kreuzungsbahnhöfe Hilpertsau und dann Weisenbach. In Weisenbach beginnt der landschaftlich reizvollste und technisch anspruchsvollste Teil der Murgtalbahn. Bis Schönmünzach verengt sich das Murgtal zu einer Schlucht, so dass die Eisenbahnstrecke an den steilen Talhängen geführt werden musste. Neun Tunnel und fünf Talbrücken waren in diesem Abschnitt notwendig.

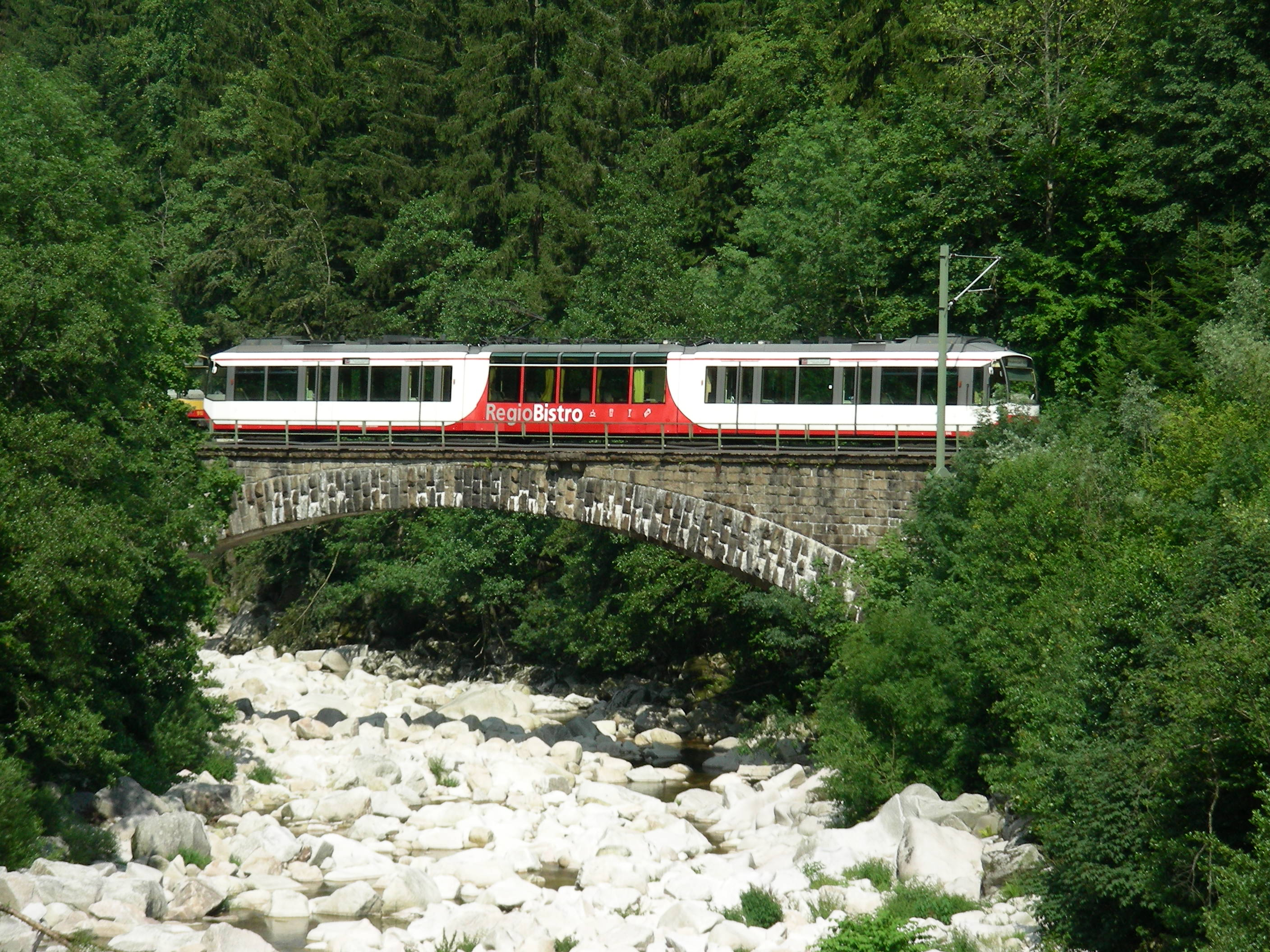
Murgbrücke bei Raumünzach

Südlich des Bahnhofs Weisenbach überquert die Bahn die Murg auf einer 76 Meter langen Stahlfachwerkbrücke und steigt am westlichen Hang des Murgtals an. Nach dem Passieren des Haltepunktes Au im Murgtal und dem Durchqueren des Füllen- und Harttunnels, überquert die Bahn die Murg erneut auf einer 127 Meter langen Brücke. Diese war ursprünglich vollständig als gemauerte Gewölbebrücke ausgeführt, wurde im Zweiten Weltkrieg zerstört und erhielt danach ein stählernes Mittelteil, während die gemauerten äußeren Teile der Brücke beibehalten wurden. Danach wird der zweigleisige Bahnhof Langenbrand erreicht.
Weiter führt die Bahn am östlichen Hang des Murgtals, durchquert einen Bergsporn im Brachtunnel und erreicht die imposante, 183 Meter lange und 27 Meter hohe gemauerte Brücke über die Tennetschlucht. Direkt daran schließen sich der Stiehltunnel, der Rappentunnel und der Hackentunnel an, bevor der 2002 eingerichtete Haltepunkt von Gausbach erreicht wird. Nach Unterquerung der Dorfkirche im Gausbacher Tunnel erreicht die Murgtalbahn den AVG-Bahnhof von Forbach, der neben den beiden durchgehenden Gleisen 2002 ein zusätzliches Stumpfgleis für hier endende Züge und eine zweigleisige Triebwagen-Abstellhalle erhielt. In Forbach wurde zudem von der AVG eine Bahnmeisterei eingerichtet. Von Weisenbach bis Forbach überwindet die Strecke einen Höhenunterschied von 123,5 Metern, was einer durchschnittlichen Steigung von 20 Promille entspricht.

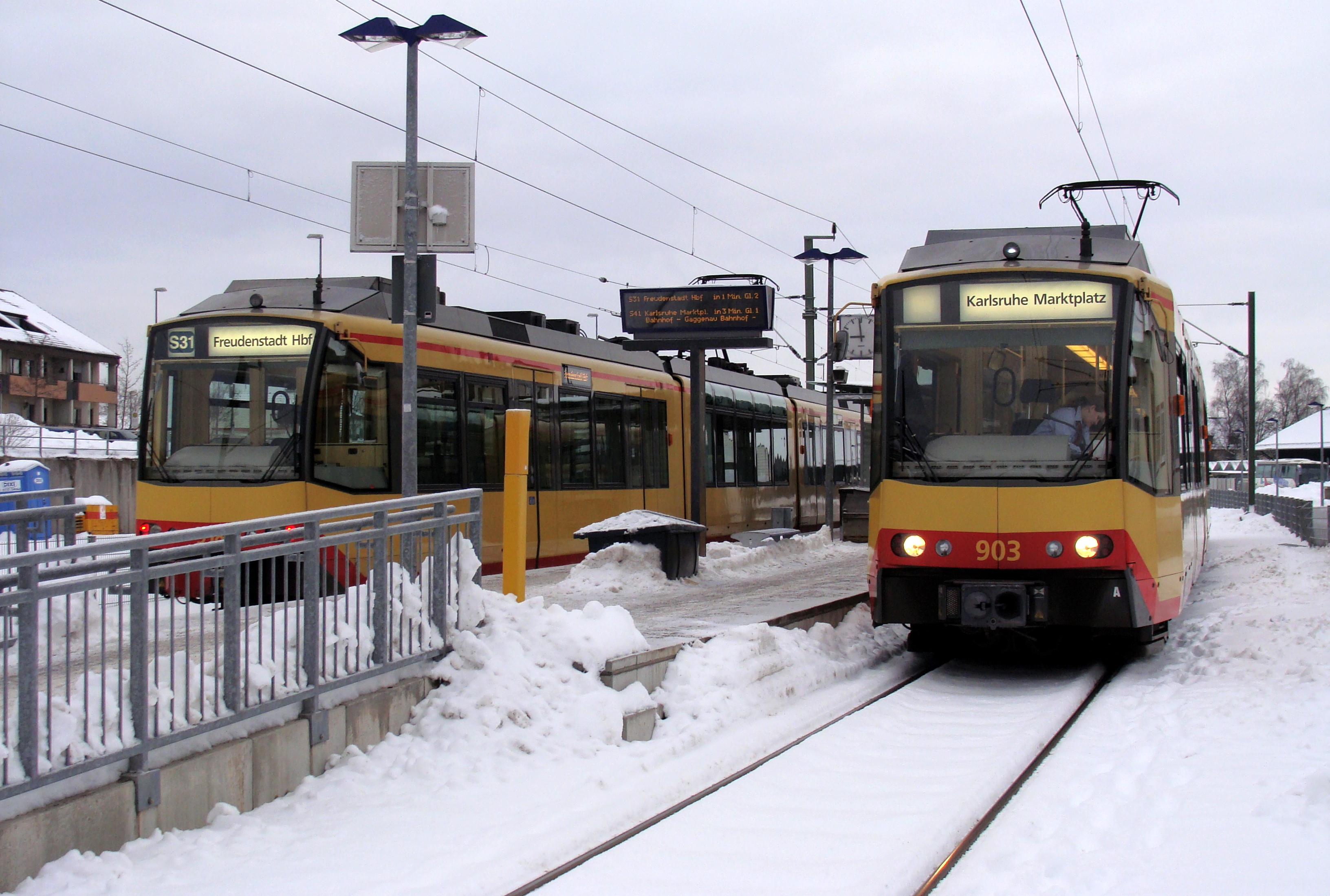
Der Bahnhof Freudenstadt Stadt ist der höchste Punkt der Murgtalbahn.

Südlich von Forbach folgt ein zehn Kilometer langer Abschnitt bis zum Bahnhof Schönmünzach, der durch nahezu unbesiedeltes, bewaldetes Gebiet führt. Der Bahnhof Raumünzach sowie der Bedarfshaltepunkt Kirschbaumwasen dienen fast ausschließlich als Ausgangspunkte für den Ausflugsverkehr. Der Bahnhof Raumünzach hat darüber hinaus betriebliche Bedeutung als Kreuzungsbahnhof. Südlich von Forbach und bei Raumünzach überquert die Murgtalbahn die Murg auf zwei Brücken. Die Holdereckbrücke bei Forbach, die mit ihren drei Steinbögen als bedeutendstes Bauwerk der Strecke galt, wurde während des Zweiten Weltkrieges zerstört. Die 1947 als Provisorium an ihrer Stelle errichtete 144 Meter lange Stahl-Fachwerkkonstruktion besteht bis heute. Dagegen blieb die kleinere Brücke bei Raumünzach als gemauerte Gewölbebrücke erhalten. Jeweils südlich an die beiden Brücken schließen sich Tunnel an: der Haulertunnel, mit 364 Metern Länge längster Tunnel der Murgtalbahn, sowie der Spielraintunnel. Zwischen Kirschbaumwasen und Schönmünzach quert die ehemalige badisch-württembergische Grenze das Murgtal.
Südlich von Schönmünzach folgen die Haltepunkte Schwarzenberg, Huzenbach, Röt, der neu errichtete Kreuzungsbahnhof Heselbach, die Haltepunkte Klosterreichenbach und Baiersbronn Schule sowie der Bahnhof Baiersbronn. Südlich von Schwarzenberg wird ein Felsvorsprung im Mähderbuckeltunnel unterquert, südlich von Huzenbach sowie nördlich von Heselbach überquert die Bahnstrecke die Murg.
Der letzte Abschnitt der Murgtalbahn führt von Baiersbronn durch das Tal des Murgzuflusses Forbach zum Kulminationspunkt der Strecke am Bahnhof Freudenstadt Stadt, um anschließend zum Hauptbahnhof von Freudenstadt abzufallen. Um diese Höhenunterschiede bewältigen zu können, wurde dieser Streckenabschnitt mit einer Maximalsteigung von 50 Promille ausgeführt. Zunächst ab Friedrichstal als Zahnradbahn erbaut, wurde zwischen 1924 und 1926 auf Reibungsbetrieb umgestellt und die Zahnstange entfernt. Noch heute gelten in diesem Abschnitt besondere Betriebsvorschriften und nur Fahrzeuge mit besonderer Zulassung dürfen diesen Streckenabschnitt befahren. Innerhalb der Steilstrecke befinden sich die 84 Meter lange steinerne Christophstalbrücke sowie die Haltepunkte Friedrichstal, Freudenstadt Schulzentrum/Panoramabad und Freudenstadt Industriegebiet/Schmid.

### Infrastruktur

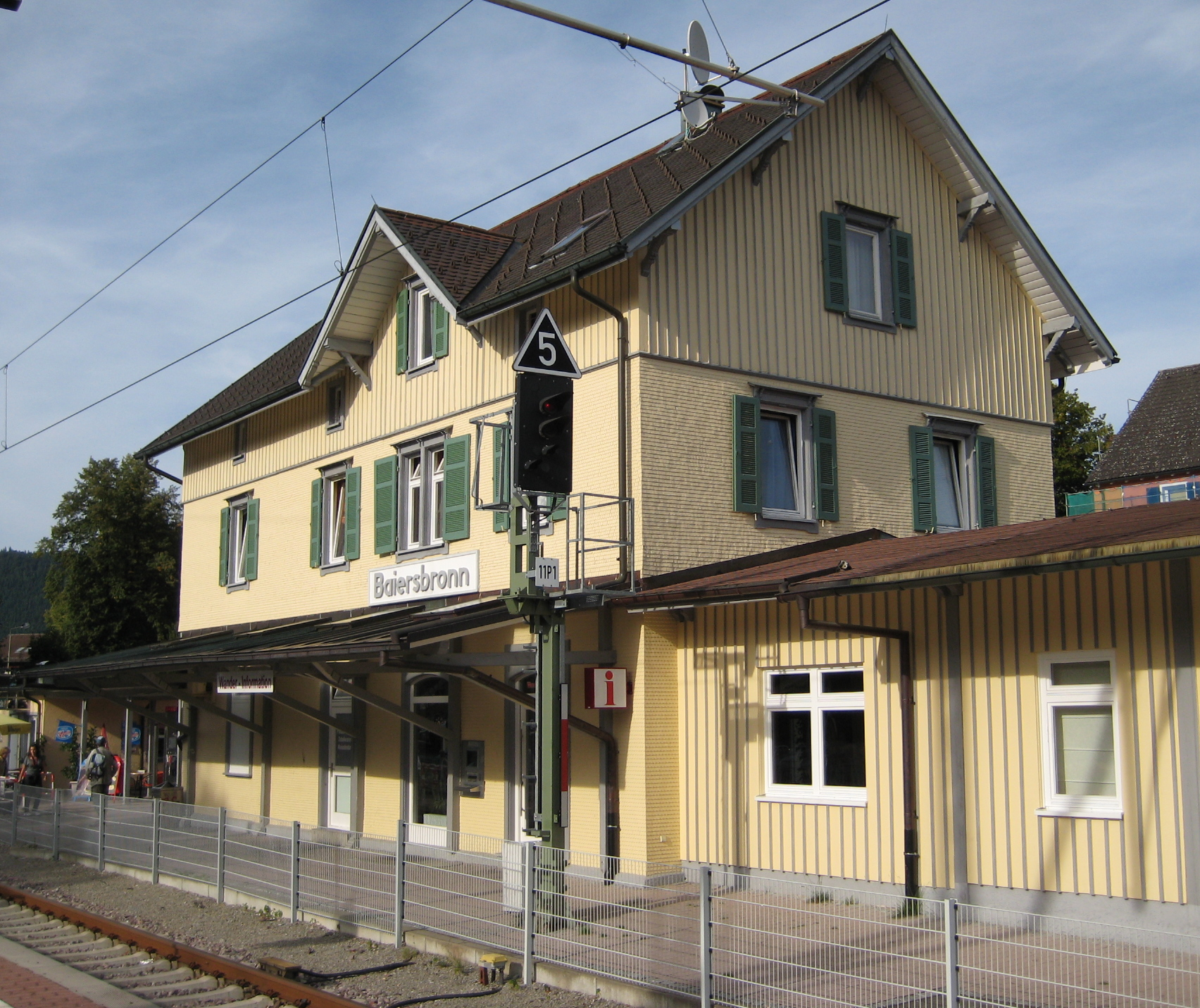
Württembergischer Einheitsbahnhof in Baiersbronn

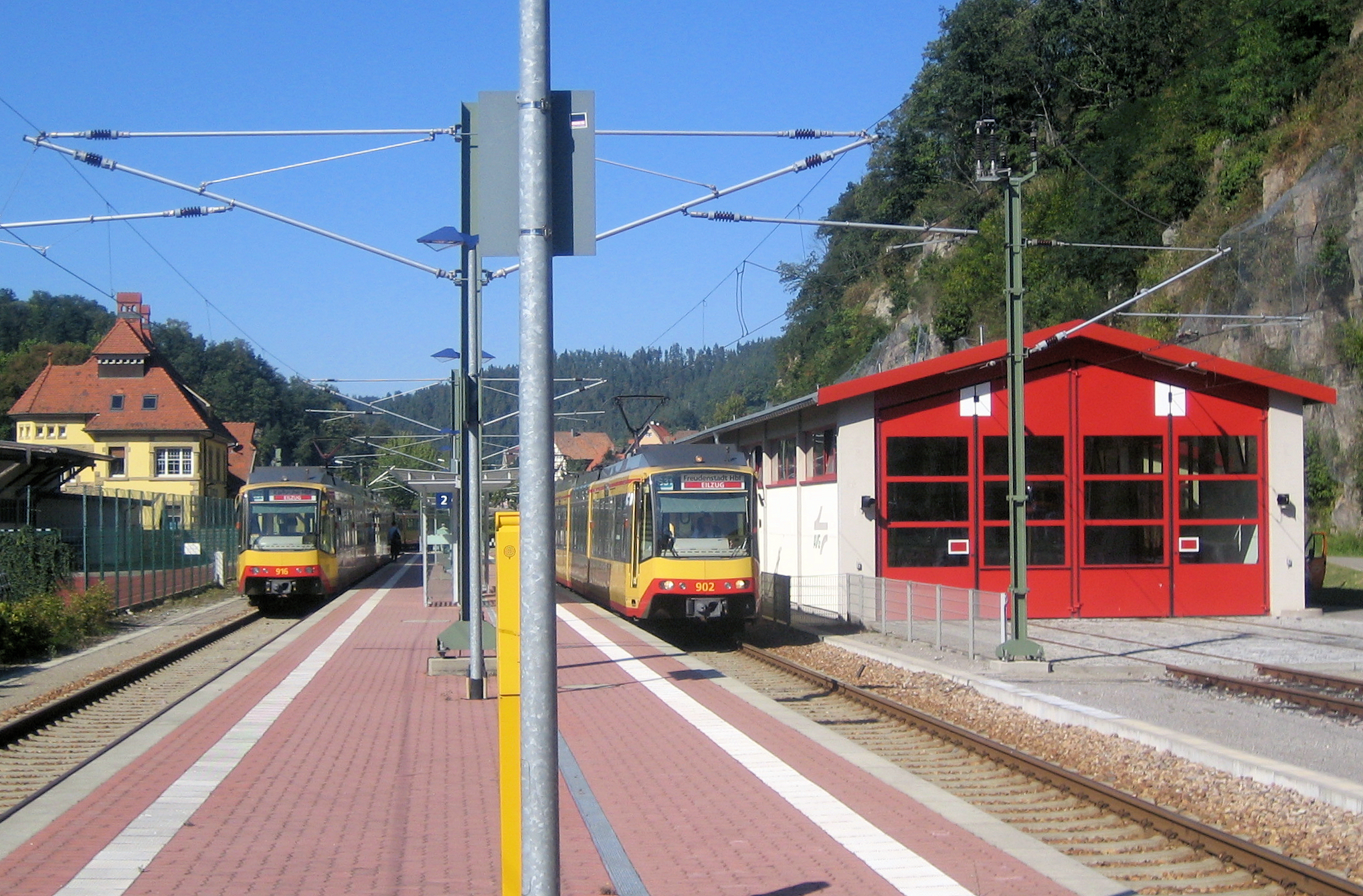
Die neugebaute Triebwagenhalle im Bahnhof Forbach

Die Streckeninfrastruktur wird seit dem Jahr 2000 durch die AVG unterhalten, für die Endbahnhöfe in Rastatt und Freudenstadt ist DB InfraGO zuständig. Eine Bahnmeisterei befindet sich in Forbach. Die Strecke ist elektrifiziert und mit Lichtsignalen ausgerüstet. Sie wird vom ESTW Gernsbach gesteuert, dessen Bedienplatz seit der Anbindung an die Zentrale Leitstelle Karlsruhe (ZeLeiKa) am 5. Dezember 2013 nur noch als Notbedienplatz fungiert. Die Strecke ist eingleisig. Kreuzungsbahnhöfe befinden sich in Gaggenau, Hörden (Betriebsbahnhof), Gernsbach, Hilpertsau, Weisenbach, Langenbrand, Forbach, Raumünzach, Schönmünzach, Heselbach, Baiersbronn und Freudenstadt Stadt. Außerdem befindet sich im Abschnitt Kuppenheim–Bad Rotenfels ein 4,2 km langer zweigleisiger Begegnungsabschnitt, der betrieblich Teil des Bahnhofs Bischweier ist. Die Strecke wird als Nebenbahn betrieben, die Streckenhöchstgeschwindigkeit liegt je nach Streckenabschnitt zwischen 50 und 100 km/h. Für die Steilstrecke zwischen Freudenstadt und Baiersbronn gelten besondere Betriebsvorschriften. Die Haltepunkte sind mit 120 Meter langen und 55 Zentimeter hohen Bahnsteigen ausgestattet, so dass ein ebenerdiger Einstieg in die Stadtbahnwagen möglich ist.
Anschlussgleise für den Güterverkehr bestehen zum ehemaligen Werksgelände der Firma Kronospan (Bischweier) sowie zur Firma Lang Recycling (Bad Rotenfels). Während Lang Recycling regelmäßig bedient wird, ruht der Verkehr zum ehemaligen Kronospan-Gelände, seitdem die Produktion an diesem Standort beendet wurde. Zukünftig soll auf dem Gelände ein Logistikzentrum der Firma Mercedes-Benz entstehen und das Anschlussgleis wieder genutzt werden. Am Bahnhof Kuppenheim befindet sich außerdem ein gelegentlich genutztes Ladegleis der EnBW, über das Trafotransporte abgewickelt werden.
Weitere, stillgelegte Anschlussgleise existieren beim Hördener Holzwerk (am Betriebsbahnhof Hörden), Mercedes-Benz (Gaggenau), zu einem Schrottplatz am Bahnhof Gernsbach, Mayr-Melnhof (Obertsrot), zur ehemaligen Firma Baden-Karton (Weisenbach) und zum Werk Wolfsheck der ehemaligen Firma E. Holtzmann & Cie. (Langenbrand). Bis Anfang der 1990er Jahre existierte ein mehrere Kilometer langes Anschlussgleis südlich des Bahnhofs Weisenbach zu weiteren Werken der Firma E. Holtzmann & Cie., das östlich der Murg bis unterhalb des Füllentunnels führte.
Der Landkreis Rastatt plant den weiteren Ausbau der unteren Murgtalbahn, um das Angebot im Güter- und Personenverkehr zwischen Rastatt und Gernsbach verdichten zu können. Hierzu wurde der zweigleisige Ausbau der Abschnitte zwischen Rastatt Beinle und Kuppenheim sowie zwischen dem Bahnübergang Baccarat-Straße südlich von Hörden und dem Bahnhof Gernsbach untersucht und für umsetzbar befunden.

## Fahrzeugeinsatz

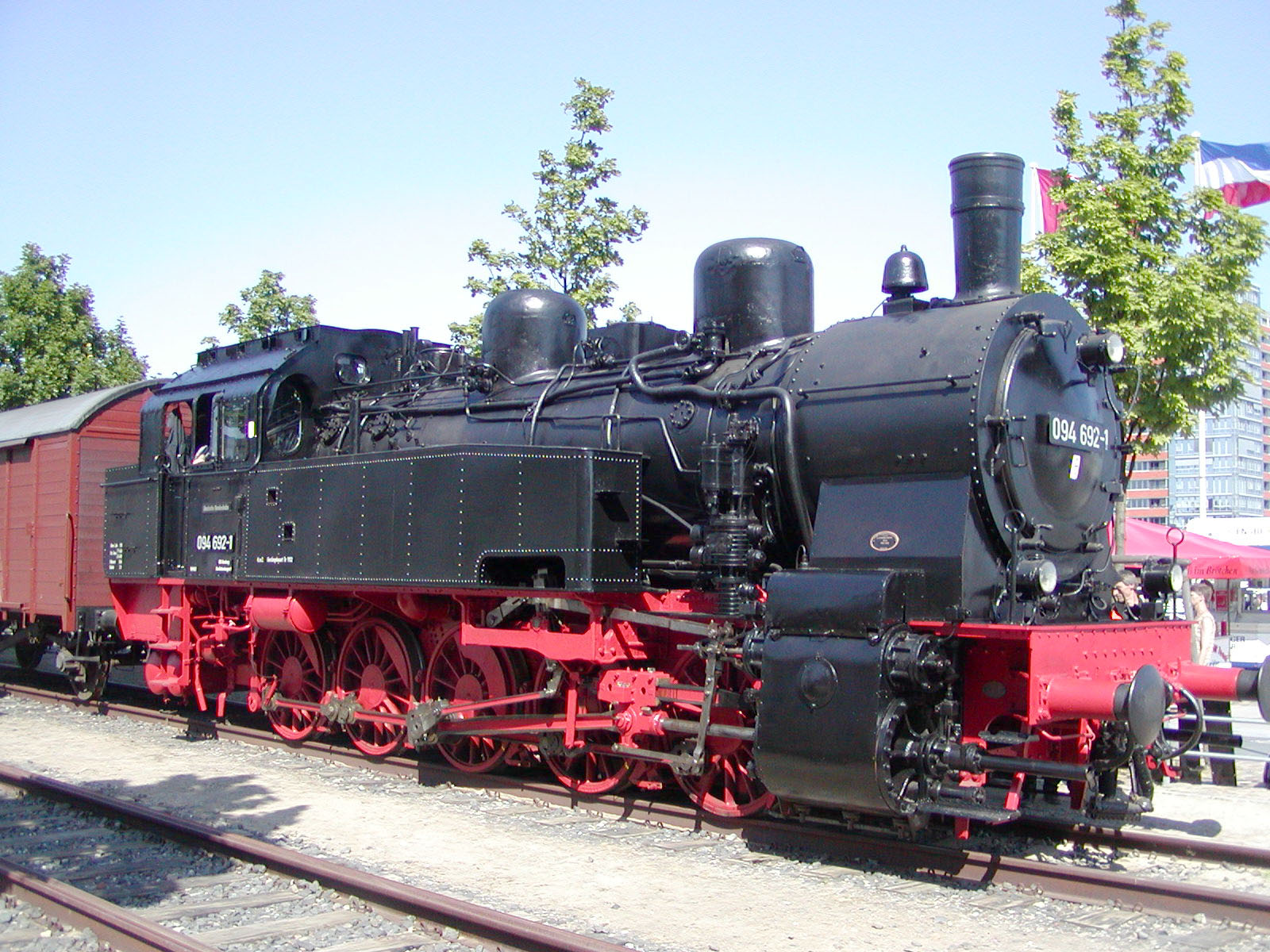
Preußische T 16.1 lösten 1924 die Zahnradlokomotiven ab

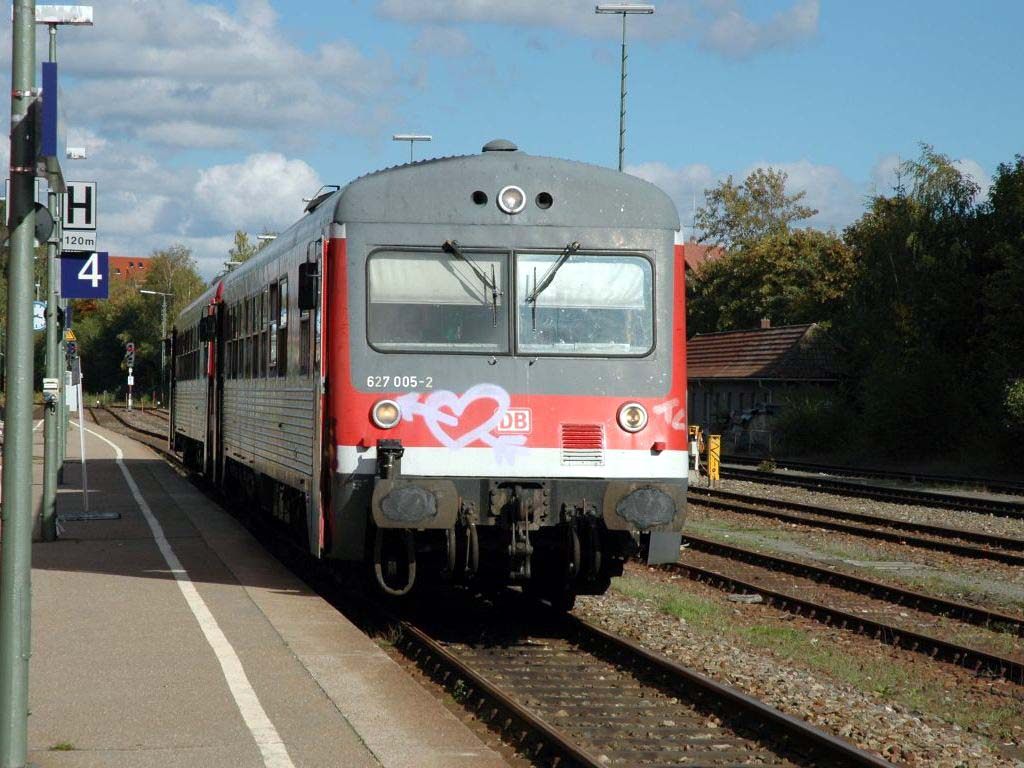
Triebwagen der Baureihe 627.0 (Freudenstadt, 2004)

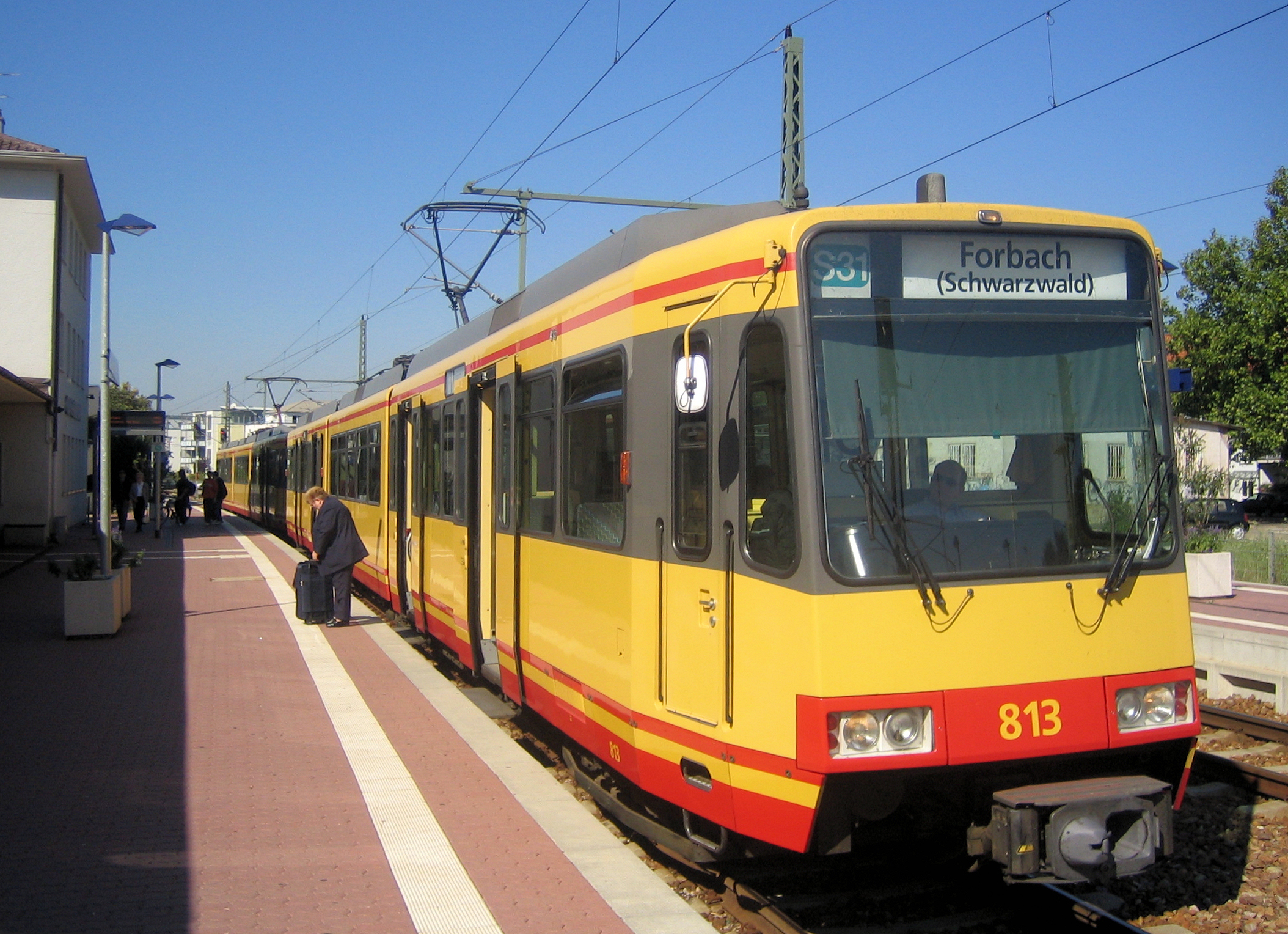
Stadtbahnwagen des Typs GT8-100C/2S der AVG (2005)

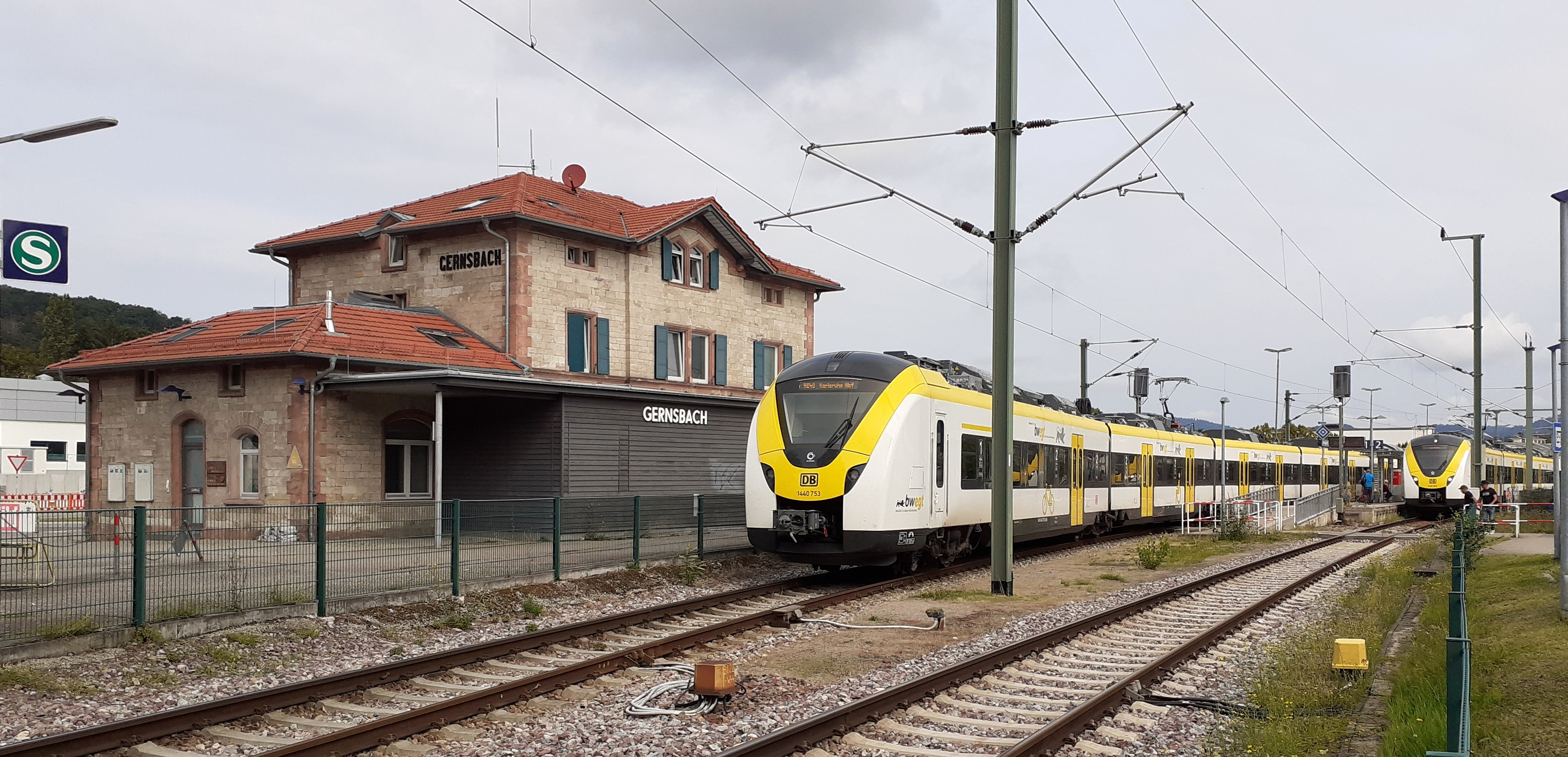
Zwei Alstom Coradia Continental der DB im Bahnhof Gernsbach (2023)

Die Fahrzeuge für den unteren Abschnitt der Murgtalbahn wurden stets vom Bahnbetriebswerk Karlsruhe gestellt. Zunächst kamen Dampflokomotiven der Badischen Baureihen V c und V b zum Einsatz, die 1914 durch die Baureihen VI b und VI c abgelöst wurden. 1953 (VI b) beziehungsweise 1961 (VI c) endete der Einsatz dieser Baureihen im Murgtal und Lokomotiven der Gattung T 18 übernahmen die Bespannung der Personenzüge (1959–1966). Im Güterverkehr wurden bis 1970 Lokomotiven der Baureihe 50 eingesetzt.
Die Lokomotiven für den Betrieb auf den Freudenstädter Steilstrecken wurden im Betriebswerk Freudenstadt beheimatet. Bis 1924 wurden ausschließlich Zahnradlokomotiven der württembergischen Bauart Fz eingesetzt. Nach erfolgreichen Testfahrten mit Lokomotiven der preußischen Bauart T 161 wurde der Betrieb auf den Steilstrecken auf diese Bauart umgestellt. Der Zahnradbetrieb wurde daher schrittweise bis 1926 aufgegeben. In Freudenstadt waren sechs Maschinen dieser Bauart beheimatet. Ab 1955 kamen zusätzlich zwei neugebaute Lokomotiven der Baureihe 82 zum Einsatz. Da die Anhängelast der Dampflokomotiven auf den Steilstrecken nur 160 Tonnen (T 161) beziehungsweise 180 Tonnen (Baureihe 82) betrug, mussten viele Züge nachgeschoben werden, das heißt die Züge wurden mit je einer Lokomotive an der Zugspitze und einer am Zugschluss gefahren.
Mit der Ablieferung von vier steilstreckentauglichen Schienenbussen der Baureihe VT 98.9 (spätere Baureihe 798) an das Bw Karlsruhe begann 1956 das Zeitalter des Dieselbetriebs auf der Murgtalbahn. Allerdings reichten diese vier Garnituren nicht aus, um alle Züge zu fahren, so dass weiterhin dampfbespannte Züge verkehrten. 1966 veränderte sich das Bild auf der Murgtalbahn erneut, als zehn neu an das Bw Karlsruhe gelieferte Lokomotiven der Baureihe V 10023 (V 100 2332 bis 2341, spätere 213 332 bis 341) die Bespannung der Züge im Murgtal übernahmen und damit die Dampflokomotiven und die Schienenbusse ablösten.
Der bis dahin bei den Dampfzügen notwendige Lokwechsel entfiel. Allerdings konnte eine einzelne V 100 auf den Steilstrecken nur 150 Tonnen Anhängelast befördern, so dass ab Baiersbronn weiterhin in Doppel- oder Dreifachtraktion gefahren werden musste. Dies änderte sich erst mit Indienststellung von neun für den Steilstreckendienst hergerichteten Lokomotiven der Baureihe 218 (218 160 bis 168), die 1972 die Baureihe V 100 ablösten. Dank einer maximalen Anhängelast von 225 Tonnen auf den Steilstrecken entfielen die Nachschiebedienste fast vollständig.
Seit Ende der 1980er Jahre kamen auf dem unteren Abschnitt bis Baiersbronn teilweise Dieseltriebwagen der Baureihe 628/928 zum Einsatz. Da diese auf den Steilstrecken nicht zugelassen sind, musste in Baiersbronn in Triebwagen der Baureihe 627.0 umgestiegen werden, die ebenfalls ab den 1980er Jahren im Murgtal zu finden waren.
Mit Aufnahme des Stadtbahnbetriebs ging der Personenverkehr vollständig auf die Karlsruher Stadtbahnwagen des Typs GT8-100D/2S-M der Albtal-Verkehrs-Gesellschaft über, die für die Freudenstädter Steilstrecken zugelassen wurden. Seit Sommer 2015 haben auch die Fahrzeuge des Typs ET 2010 eine Steilstreckenzulassung erhalten und können somit jederzeit auf der Murgtalbahn eingesetzt werden. Die Triebwagen verkehren zum Teil in Einzel-, zum Teil in Doppeltraktion. Zu Stoßzeiten oder zu Überführungszwecken fahren die Züge auch in Dreifachtraktion, hierbei wird in Forbach meist der dritte Triebwagen abgekoppelt und für spätere Fahrteinsätze geparkt. Zwischen Rastatt und Forbach kommen teilweise auch die etwas älteren Triebwagen der Bauart GT8-100C/2S zum Einsatz, die jedoch über keine Zulassung für die Steilstrecke verfügen. Auf den 2022 eingeführten Linien RE40 und RB41 verkehren Elektrotriebwagen der Bauart 1440.
Mehrmals jährlich in den Sommermonaten werden von den Ulmer Eisenbahnfreunden Sonderfahrten mit Dampfzügen zwischen Karlsruhe und Baiersbronn durchgeführt, die mit Lokomotiven der Baureihen 50 und 58 bespannt sind. Außerdem setzte die Schienenverkehrsgesellschaft Stuttgart zeitweise einen historischen Elektrotriebwagen der Baureihe ET 25 zwischen Karlsruhe und Baiersbronn ein.
An Sonn- und Feiertagen bietet die Deutsche Bahn den Freizeitexpress „Murgtäler“ an. Dieser verkehrte bis Oktober 2022 von Ludwigshafen (Rhein) Hauptbahnhof nach Freudenstadt Hbf und wurde nur zwischen Mai und Oktober angeboten. Er bestand aus einer Elektrolokomotive der Baureihe 111, zwei ehemaligen Halbgepäckwagen der Gattung Bduu 497 und zwei n-Wagen. Seit Dezember 2022 verkehrt der Zug ganzjährig zwischen Mannheim Hauptbahnhof und Freudenstadt Hauptbahnhof mit Triebwagen der Baureihe 1440.
Um die Betriebskosten zu senken und den Fahrkomfort auf den längeren Strecken zu erhöhen, strebte das Land Baden-Württemberg seit Mitte der 2010er Jahre an, den Stadtbahnverkehr auf der Murgtalbahn und anderen Strecken des Karlsruher Stadtbahnnetzes teilweise durch Vollbahnfahrzeuge zu ersetzen. Hierzu wurden die Betriebsleistungen in zwei Netze aufgeteilt, wobei die Stadtbahnverkehre weiterhin von der Albtal-Verkehrs-Gesellschaft durchgeführt werden, während der Betrieb mit Vollbahnfahrzeugen ausgeschrieben wurde. Als Gewinner der Ausschreibung ging die DB Regio hervor, die am 11. Dezember 2022 den Betrieb aufnahm. Unter weitgehend unverändertem Fahrplan werden seit diesem Zeitpunkt die bisherigen Stadtbahn-Eilzüge sowie die Hauptverkehrs-Verstärker im unteren Murgtal (bisher Linie S81) unter den neuen Nummern RE40 und RB41 mit Triebwagen der Baureihe 1440 gefahren. Unter der bisherigen Liniennummer S81 verkehrt lediglich noch ein Stadtbahn-Zugpaar pro Tag.
Sobald der Rastatter Tunnel eröffnet ist, soll die Fahrplanstruktur erneut verändert werden. Ab diesem Zeitpunkt soll die Stadtbahnlinie S8 auf den Abschnitt zwischen Karlsruhe-Innenstadt und Forbach verkürzt werden. Der RE40 soll zu einem 60-Minuten-Takt verdichtet werden und südlich von Forbach alle Haltestellen bedienen.

## Film
- Kaltes Herz und heißer Dampf – die Murgtalbahn. In: Eisenbahnromantik, Folge 832, SWR (online: 45 Minuten, 2014 – 30 Minuten, 2015).